# Carolina Mestrovic
Carolina Verónica Villordo Mestrovic (Arica, 20 de julio de 1991) es una cantante, actriz y presentadora de televisión chilena-argentina, conocida por su participación en Rojo, Fama contra Fama de TVN, siendo la ganadora de la categoría de cantante. Posteriormente ingresó al programa juvenil Yingo de Chilevisión, del cual en 2012 se convierte en la animadora.
Además por su participación en Yingo, destacó con su talento actoral participando en las miniseries Amor virtual, Don Diablo y Gordis. También participó en Fiebre de Baile: Famosos en peligro, y fue la coanimadora del programa El rey del show. 
Desde mayo de 2019 y hasta octubre de 2021, Mestrovic fue parte del elenco de la telenovela musical Club 57 de Nickelodeon.

## Carrera

### Carrera televisiva
Llegó a la televisión el 2008 en el programa chileno Rojo, Fama contra Fama, donde logró ser la ganadora de la generación en la categoría de cantante y obteniendo un auto, el premio del programa para dicha temporada. Posteriormente se integró el 16 de octubre de 2008 al programa juvenil Yingo de Chilevisión, donde también muestra su talento como cantante. En 2010 fue parte  de Yingo donde obtuvo el segundo lugar y el premio de 1 000 000 CLP. En diciembre de 2010 es participante de El gran desafío de Yingo donde es pareja de Jaime Artus, sin embargo se retira el 22 de diciembre. Mestrovic fue partícipe del segundo álbum musical de dicho programa, nombrado Yingo 2; también debutó en la actuación con las miniseries Amor virtual y Don diablo. Participó en el casting para la versión latinoamericana de High School Musical.[cita requerida]
El 25 de noviembre de 2011, Mestrovic vuelve a Yingo para integrarse a la competencia Una nueva competencia por un Auto. Desde el 2012, conduce el programa Yingo junto a Karol Lucero. También interpretó el personaje de Linda en la miniserie Gordis. Participando en la quinta temporada de Fiebre de Baile: Famosos en peligro, siendo la décima eliminada.
Además de animar Yingo, también pasó a conducir el backstage de El rey del show. Así, este año pasó a convertirse en la gran apuesta juvenil de Chilevisión. 
Sin embargo, el 11 de noviembre se despidió de Yingo, para sumarse al área dramática del canal, como parte del elenco de la teleserie Graduados, versión chilena de la producción de Telefe, que se convirtió en la teleserie más exitosa de 2012 en Argentina. 
Allí Carolina interpretó a Sofía, una chica "súper sencilla, de clase media" de quien se enamora el hijo del protagonista, encarnado por Pedro Campos. Por asuntos de tiempo tuvo que dejar un espacio para asumir otro. «La animación me encanta, pero quiero experimentar la actuación. Tuve la oportunidad de trabajar en tres series de «Yingo» (como "Gordis"), pero ahora es totalmente distinto. Espero aprender y nutrirme lo más que pueda de gente profesional y actores de mucha trayectoria», señaló Mestrovic. Graduados fue emitida durante 2013.
En enero de 2014, comienza el año como animadora del programa SV Humor junto a la compañía de Karol Lucero y Juan Pablo Queraltó. Posteriormente conduce Sabingo junto a César Antonio Campos. Además desde 2013 hasta 2018 estuvo a cargo del backstage del Festival de Viña del Mar junto a Ignacio Gutiérrez y luego Andrés Caniulef. Ella fue quien recibió a los artistas a su llegada, y los entrevistó después de su presentación, junto a Ignacio Gutiérrez. Todo partió con su famoso look festivalero. «Creo que marcó un paso bastante importante una cosa tan sencilla como salir bien en cámara con un vestido. Súper raro. Son cosas simples y básicas que de repente sirven para otras más importantes... Estoy muy contenta y agradecida con el canal, porque me han dado súper buenas oportunidades», comentó.
En septiembre de 2018, Mestrovic anuncia su incorporación al elenco de la telenovela musical Club 57, la cual es producida por Nickelodeon. Esto implicó su salida de Chilevisión.

### Carrera musical
En 2003, Mestrovic fue compañera de escenarios en su momento de la exbanda "duoYndigo" (integrada por Fernando Álvarez y Federico Henríquez), revelando a estos dos muchachos el potencial que tiene; ellos decidieron fomentar estas aptitudes a través de la producción artística, así nació su primera canción original, hecha a talla de Carolina, compuesta por Fernando Álvarez y Federico Henríquez, producida y arreglada por Avi Records y llamada «No me hagas esperar», la cual se encuentra en los archivos ocultos de la compañía; y fue tan gloriosa la química laboral que decidieron hacer una segunda canción, llamada «Juntitos», la cual se escuchaba en el reproductor del "HOME" (página de inicio) de AVI Records.
En 2009, fue partícipe de la segunda banda de sonido del programa Yingo, nombrado Yingo 2, donde interpreta tres canciones, y una de esas a dúo con Karen Paola.
En 2010, Carolina lanzó en el programa Yingo un sencillo titulado «Mentiras y egos».

## Vida privada
Su madre, de nacionalidad argentina, es Verónica Moroni y su padre, de nacionalidad chilena, es Stanislav Mestrovic. Carolina nació en Arica, Chile sin embargo vivió su niñez y parte de su adolescencia en la ciudad de Mendoza en Argentina. 
Durante 2009 fue llevada ante los tribunales de justicia por entrar a un departamento equivocado, al querer "jugarle una broma" al que después sería padre de su hija, el presentador Mario Velasco. En diciembre de 2010 se confirmó su embarazo, el exanimador de Yingo, con el cual terminó su relación tiempo después.
El 13 de julio de 2011 nació su hija llamada Julieta Velasco Mestrovic.

## Filmografía

### Programas de televisión

#### Participaciones en televisión
| Año  | Programa                                        | Resultado               | Canal       |
| ---- | ----------------------------------------------- | ----------------------- | ----------- |
| 2008 | Rojo, el valor del talento                      | Ganadora                | TVN         |
| 2008 | Yingo: competencia por un departamento          | 2° Lugar                | Chilevisión |
| 2010 | El gran desafío de Yingo                        | Abandona                | Chilevisión |
| 2010 | Anexo:Una nueva competencia                     | Posible Ganadora        | Chilevisión |
| 2011 | Anexo:Una nueva competencia (segunda temporada) | Perdedora               | Chilevisión |
| 2011 | Anexo:Una nueva competencia (Tercera temporada) | Desconocido             | Chilevisión |
| 2012 | Fiebre de baile                                 | Semifinalista Eliminada | Chilevisión |

#### Animadora
| Año       | Título                                   | Canal       |
| --------- | ---------------------------------------- | ----------- |
| 2012      | Yingo                                    | Chilevisión |
| 2012      | El rey del show                          | Chilevisión |
| 2013      | 54º Festival de Viña del Mar (backstage) | Chilevisión |
| 2014-2015 | Sin vergüenza                            | Chilevisión |
| 2014      | 55º Festival de Viña del Mar (backstage) | Chilevisión |
| 2015-2018 | Sabingo                                  | Chilevisión |
| 2015-2018 | 56º Festival de Viña del Mar (backstage) | Chilevisión |
| 2016      | 57º Festival de Viña del Mar (backstage) | Chilevisión |
| 2017      | 58º Festival de Viña del Mar (backstage) | Chilevisión |
| 2017-2018 | Flor de Chile                            | Chilevisión |
| 2018      | 59º Festival de Viña del Mar (backstage) | Chilevisión |

### Series y telenovelas
| Año       | Título       | Personaje         | Canal       |
| --------- | ------------ | ----------------- | ----------- |
| 2010      | Amor Virtual | Trinidad Ferreira | Chilevisión |
| 2011      | Don Diablo   | Malena Malebrán   | Chilevisión |
| 2012      | Gordis       | Linda Sepúlveda   | Chilevisión |
| 2013      | Graduados    | Sofía Matic       | Chilevisión |
| 2019-2021 | Club 57      | Vero              | Nickelodeon |

## Discografía
Canciones
- «No me hagas esperar»
- «Juntitos»
- «Así es el amor» (con Karen Paola) — Canción del CD Yingo 2
- «Vivo en rebeldía» — Canción del CD Yingo 2
- «Quiero saber» — Canción del CD Yingo 2
- «Mentiras y egos»
- «No puedo olvidarte»
- «Malalala» — Club 57 Cast
- «Ladrona» — Club 57 Cast

## Premios y nominaciones
| Año  | Premio   | Categoría                    | Producción | Resultado |
| ---- | -------- | ---------------------------- | ---------- | --------- |
| 2010 | TV Grama | Actriz Juvenil Favorita      | Don Diablo | Ganadora  |
| 2012 | GoldTie  | Mejor Actuación Juvenil      | Gordis     | Nominada  |
| 2012 | GoldTie  | Mejor Animador Juvenil de TV | Yingo      | Nominada  |
| 2012 | TV Grama | Actriz Juvenil Favorita      | Gordis     | Ganadora  |
| 2012 | TV Grama | Mejor Animador/a Juvenil     | Yingo      | Nominada  |